# Diospyros laevis
Diospyros laevis là một loài thực vật có hoa trong họ Thị. Loài này được Bojer ex A.DC. mô tả khoa học đầu tiên năm 1844.